# Catocala sinuosa
Catocala sinuosa är en fjärilsart som beskrevs av Augustus Radcliffe Grote 1879. Catocala sinuosa ingår i släktet Catocala och familjen nattflyn. Inga underarter finns listade i Catalogue of Life.